# Bayou La Batre
Bayou La Batre és una població dels Estats Units a l'estat d'Alabama. Segons el cens del 2011 tenia una població estimada de 2,555 habitants.

## Demografia
Segons el cens del 2000, Bayou La Batre tenia 2.313 habitants, 769 habitatges, i 599 famílies. La densitat de població era de 221,6 habitants/km².
Dels 769 habitatges en un 37,7% hi vivien nens de menys de 18 anys, en un 52,8% hi vivien parelles casades, en un 17,6% dones solteres, i en un 22% no eren unitats familiars. En el 17,9% dels habitatges hi vivien persones soles el 9,4% de les quals corresponia a persones de 65 anys o més que vivien soles. El nombre mitjà de persones vivint en cada habitatge era de 3,01 i el nombre mitjà de persones que vivien en cada família era de 3,4.
Per edats la població es repartia de la següent manera: un 29,9% tenia menys de 18 anys, un 11,1% entre 18 i 24, un 26,8% entre 25 i 44, un 21% de 45 a 60 i un 11,2% 65 anys o més.
L'edat mediana era de 31 anys. Per cada 100 dones hi havia 100,4 homes. Per cada 100 dones de 18 o més anys hi havia 98,5 homes.
La renda mediana per habitatge era de 24.539 $ i la renda mediana per família de 27.580 $. Els homes tenien una renda mediana de 22.847 $ mentre que les dones 14.042 $. La renda per capita de la població era de 9.928 $. Aproximadament el 22,9% de les famílies i el 28,2% de la població estaven per davall del llindar de pobresa.

## Poblacions properes
El següent diagrama mostra les poblacions més properes.